# Église Saint-Étienne de Vaux-sur-Mer
Pour les articles homonymes, voir Église Saint-Étienne et Saint-Étienne (homonymie).
L’église Saint-Étienne est une église paroissiale située à Vaux-sur-Mer, dans le département français de la Charente-Maritime et la région Nouvelle-Aquitaine. Elle était auparavant église abbatiale jusqu'en 1793.
Caractéristique du style roman saintongeais, elle se distingue par une architecture sobre et harmonieuse.

## Historique
« Qu'il soit connu de tous, présents et à venir, que les fondateurs de l'abbaye de Vaux, à savoir Pierre de Gémon et son frère Arnaud ont donné à l'église le bourg et les habitants du bourg, tel qu'il est limité par des bornes, libre de tout droit et du consentement des princes de Didonne, de Mortagne, du duc d'Aquitaine et de l'évêque Boson »

— Charte N° 55 du cartulaire de l'abbaye de Vaux —
L'église Saint-Étienne est située au centre du bourg de Vaux-sur-Mer, sur une éminence, dominant d'anciens marais désormais reconvertis en jardin public. Ancienne église abbatiale d'un établissement bénédictin, elle est fondée un peu avant 1075, par Pierre et Arnaud Gémon, de la maison de Mortagne. La fondation est confirmée lors d'un concile tenu à Saintes, sous les auspices de l'évêque de Saintes Boson et de l'archevêque de Bordeaux Joscelin, en présence du duc d'Aquitaine.
Un premier contingent de religieux s'installe à Vaux, dans les mois qui suivent, sous la conduite d'un dénommé Martin, tous étant issus de la puissante abbaye de Maillezais. Des liens très forts semblent avoir subsisté entre les deux établissements, et dès 1093, l'abbaye de Vaux se place sous la protection directe de Maillezais. La communauté est très restreinte et se limite à dix moines (parmi lesquels vont figurer des membres de la noblesse locale, issus notamment des rangs des maisons de Mortagne, Didonne et Talmont), placés sous la direction d'un abbé, secondés par un personnel laïc composé d'officiers de justice et de serviteurs.
L'abbaye est confrontée, à l'occasion, à des conflits avec les seigneurs locaux. En 1167, Guibert de Didonne n'hésite pas à s'en prendre aux terres de l'abbé, ce qui lui vaut d'être sévèrement admonesté, puis excommunié par les autorités ecclésiastiques. Trois ans plus tard, l'établissement est placé sous la protection du Saint-Siège, par le pape Alexandre III.
L'abbaye est alors au faîte de sa puissance, ses possessions s'étendant aux paroisses de Vaux, Saint-Sordelin (quartier de Vaux), Saint-Pallais-de-Bren (Saint-Palais-sur-Mer), Saint-Augustin, Saint-Martin-d'Arces (Arces), Saint-Sulpice-de-Mandulfe (Saint-Sulpice-de-Royan), dans le diocèse de Saintes, et à Saint-Pierre-de-Grayan (Grayan-et-l'Hôpital) et Saint-Germain-de-Langoiran (Langoiran), dans le diocèse de Bordeaux.
Traversant sans grands dommages les conflits opposant Anglo-aquitains et Français — elle est cependant momentanément abandonnée jusqu'en 1413 — elle est durement éprouvée lors des guerres de religion, particulièrement violentes dans la région, et passe entre les mains de Catherine de Bourbon, en 1584.
À l'issue de cette période de troubles, l'abbaye est dirigée par des abbés commendataires, peu enclins à relever les bâtiments de ses ruines. La communauté monastique est dissoute en 1793.

## Description
L'église actuelle semble remonter au premier ou deuxième tiers du XIIe siècle (malgré quelques soubassements plus anciens et quelques éléments issus de reconstructions postérieures). Considérablement mutilée, il n'en reste plus que le carré du transept, une partie des croisillons, le chœur et l'abside, auxquels il convient d'ajouter une petite chapelle voûtée d'ogives, sur son flanc sud. La façade actuelle se limite à un simple mur dépourvu de toute ornementation, mais où peuvent être distinguées les traces de l'arc qui ouvrait autrefois sur la nef.

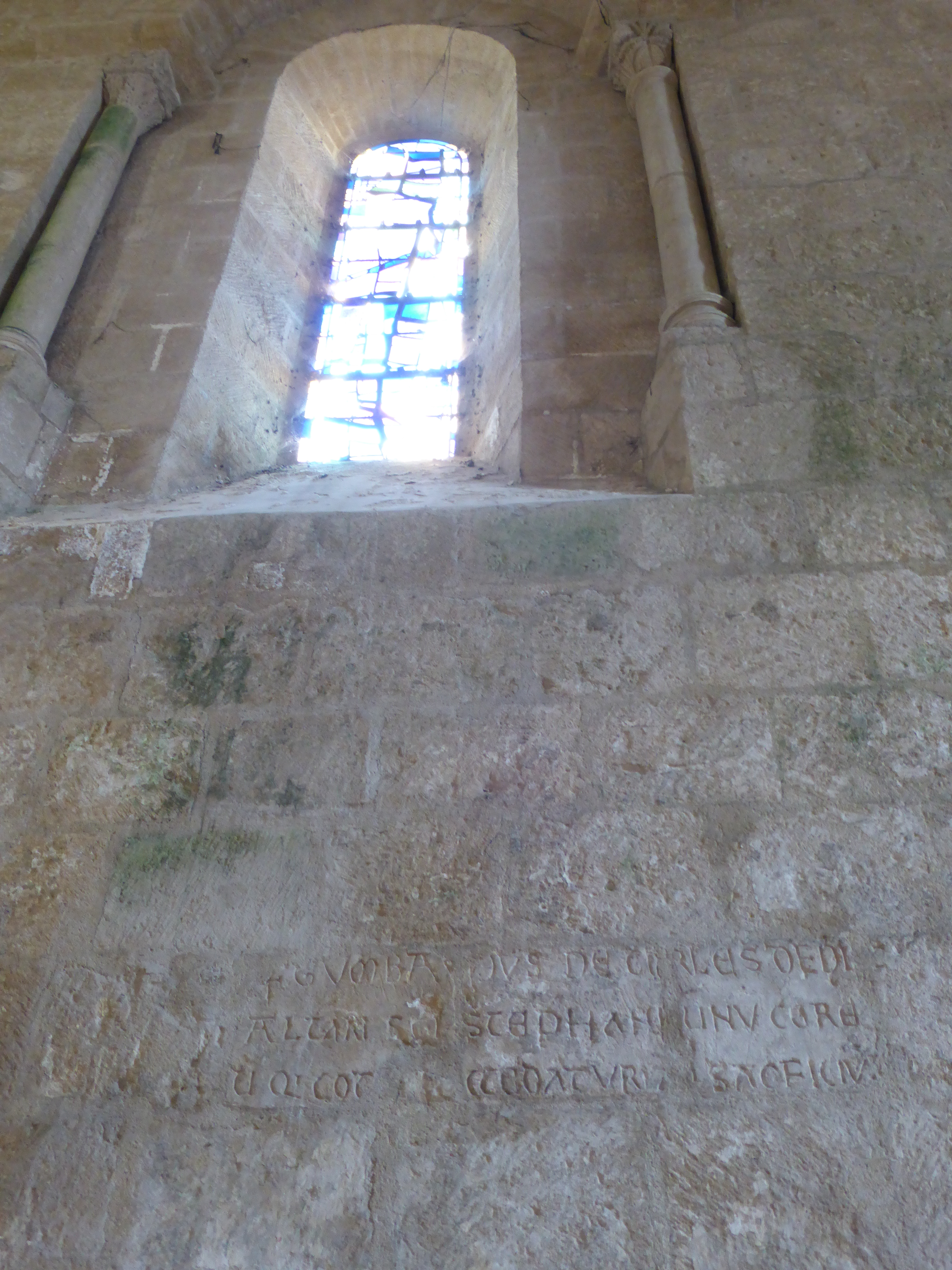
Inscription du XIIIe siècle sur le mur nord.

L'ancienne croisée du transept conserve les amorces d'une ancienne coupole sur trompe (mode de couvrement fréquemment utilisé dans les églises romanes saintongeaises), qui servait de base au puissant clocher carré qui s'élève toujours à cet emplacement. Les croisillons ont perdu une partie de leur profondeur et leurs absidioles. Le chœur, d'une profondeur assez peu commune, est voûté en berceau. Éclairé par trois baies ornées de vitraux modernes, il conserve quelques chapiteaux historiés (anges, animaux fabuleux, lapidation de saint Étienne) et ornés de motifs végétaux.
Sur le côté sud, une petite porte donne accès à une chapelle gothique de deux travées. Le mur nord conserve une inscription datée du premier quart du XIIIe siècle, indiquant une donation faite à l'abbaye afin qu'un cierge brûle durant le sacrifice (la messe) : 
« Gvmbaldvs de Corles dedi altari sti Stephani vnv cerv qicot accedatatvr ad sacfivm »,
ce qui peut être traduit par :
« (Moi) Gombaud de Courlay, j'ai donné à l'autel de s(ain)t Étienne un cierge pour qu'il brûle durant le sacrifice. »
Contrastant avec l'austérité de l'intérieur, l'abside est marquée par la présence d'un étage d'arcatures délimité par des colonnes-contreforts. Les arcs sont portés par des colonnettes trapues, prolongées par des chapiteaux historiés ou ornés de motifs végétaux, dans la plus pure tradition du style roman saintongeais. Le dernier niveau est occupé par une corniche à modillons où peuvent être distingués masques, animaux ou personnages grimaçants.
En 2004, La Poste a consacré un timbre à cette église.

## Protection
L'église Saint-Étienne est classée monument historique depuis le 4 septembre 1913. Son cimetière, adjacent, l'est depuis le 11 août 1936.

## Galerie de photos

Le cimetière
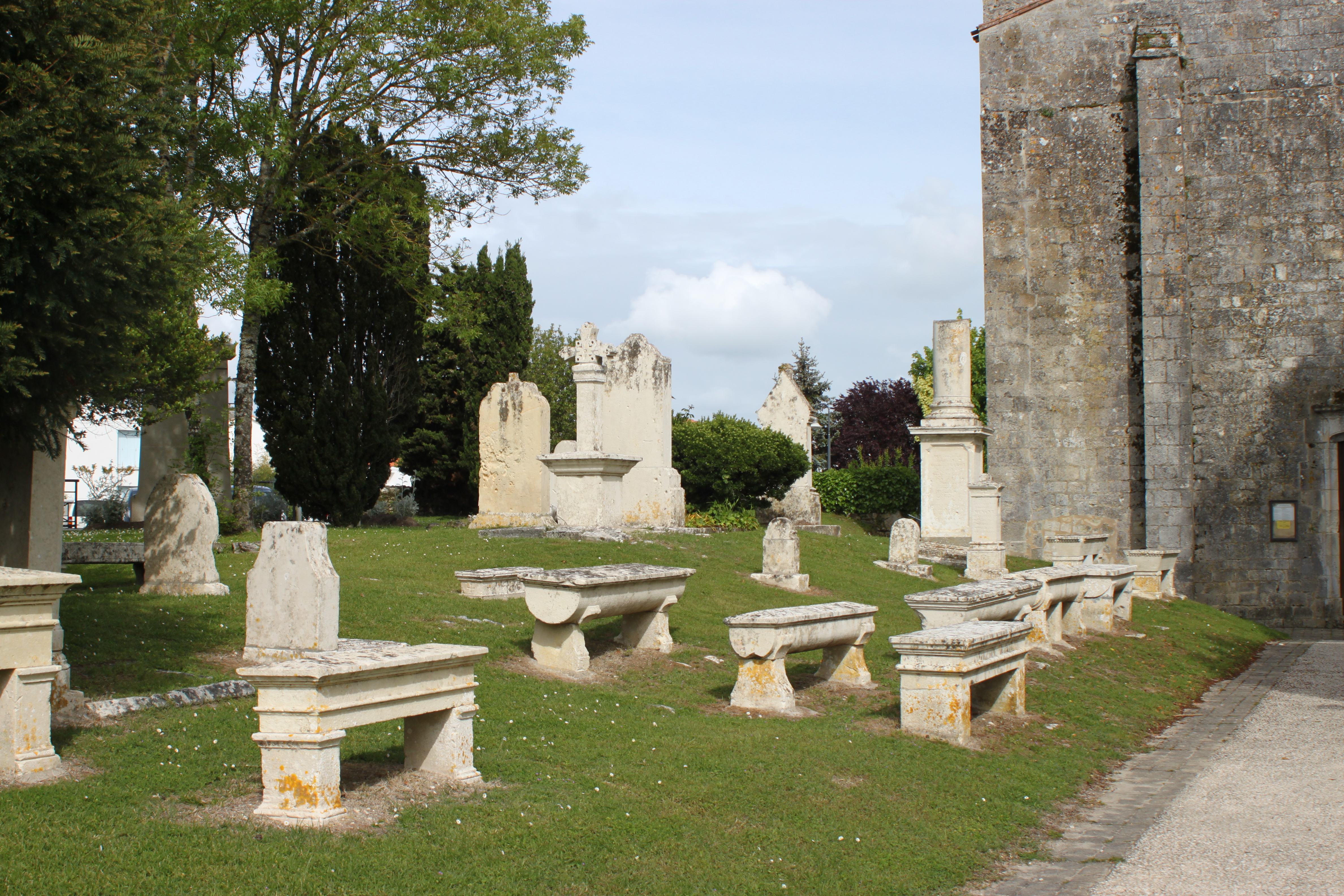
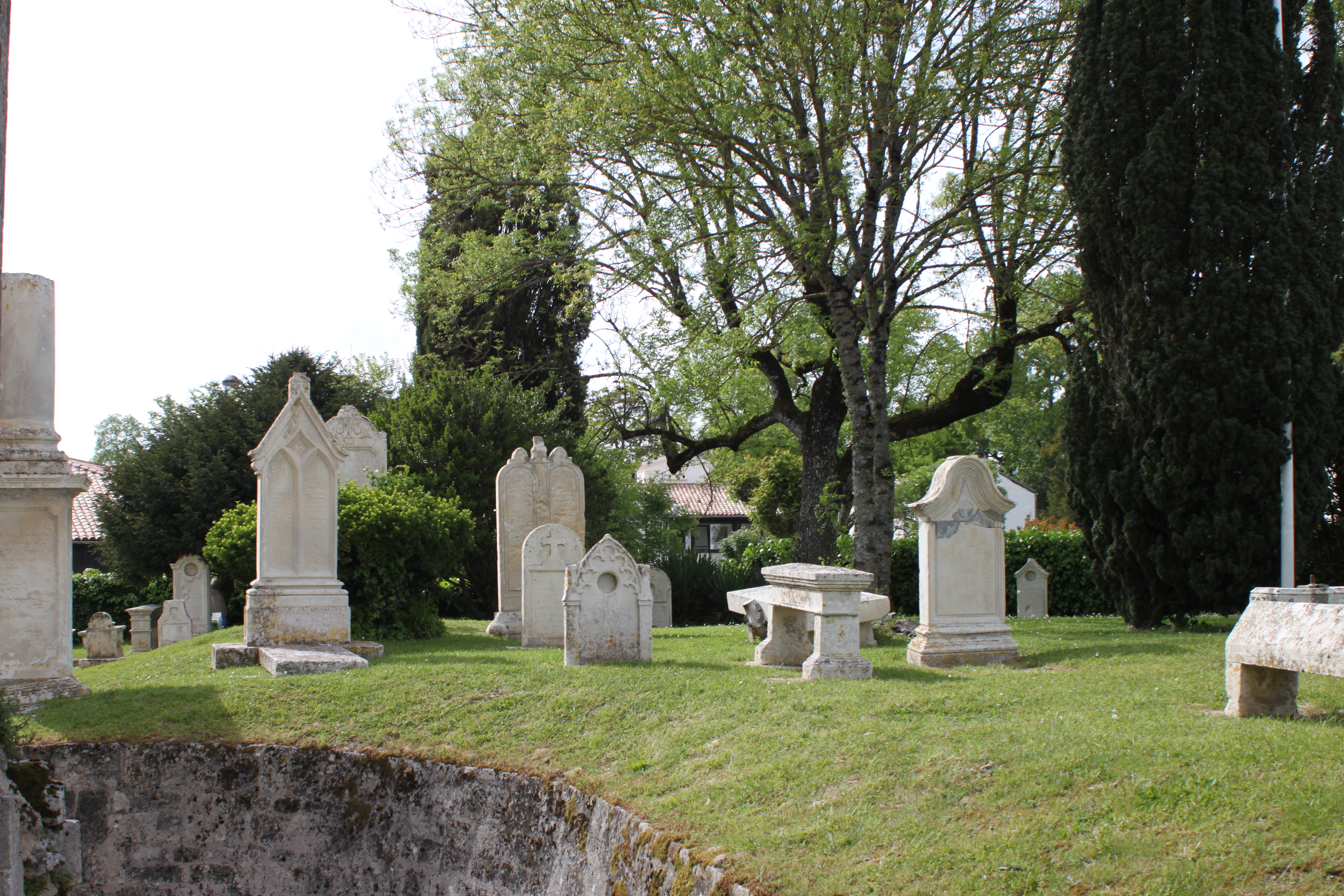
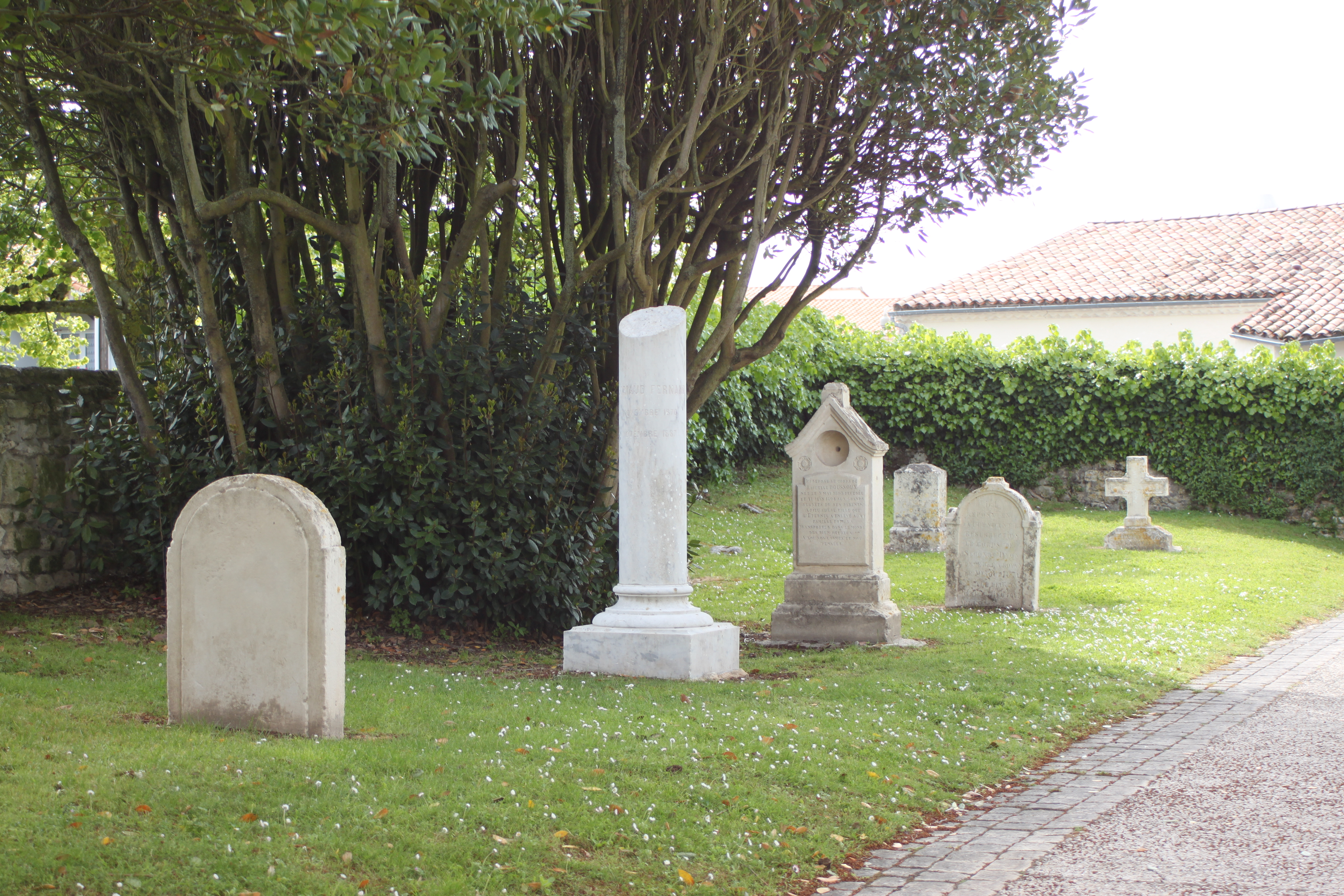
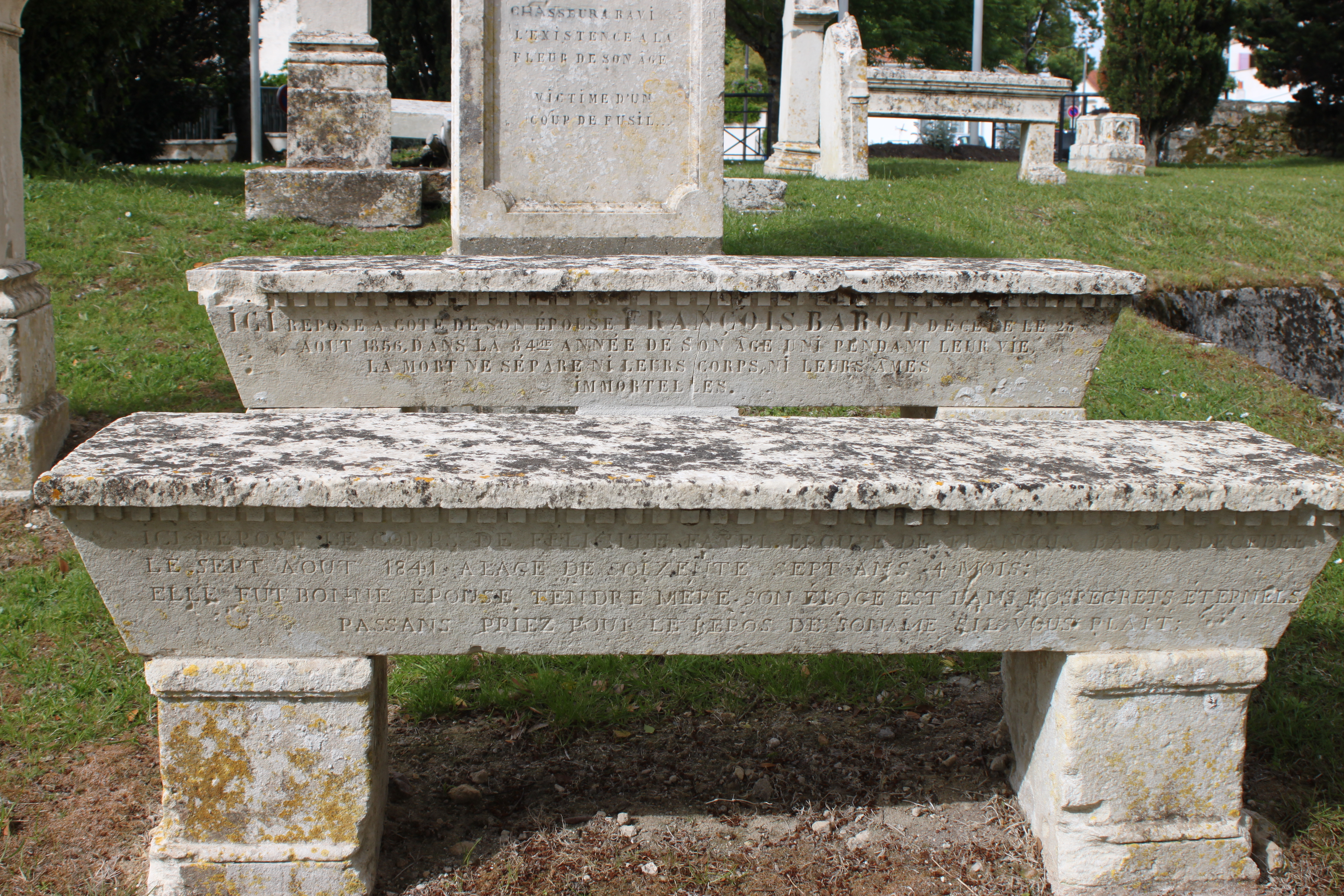
1841

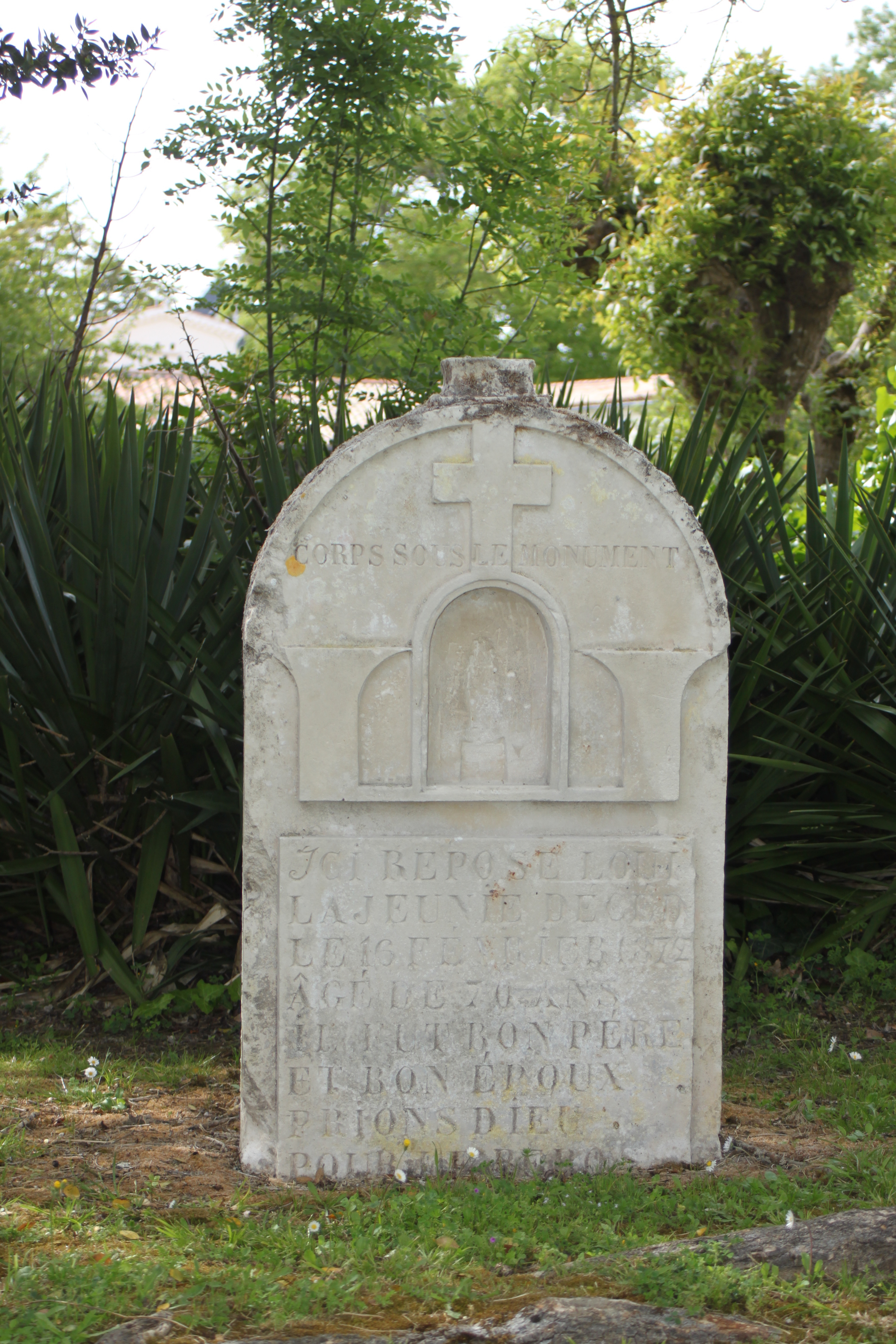
1872
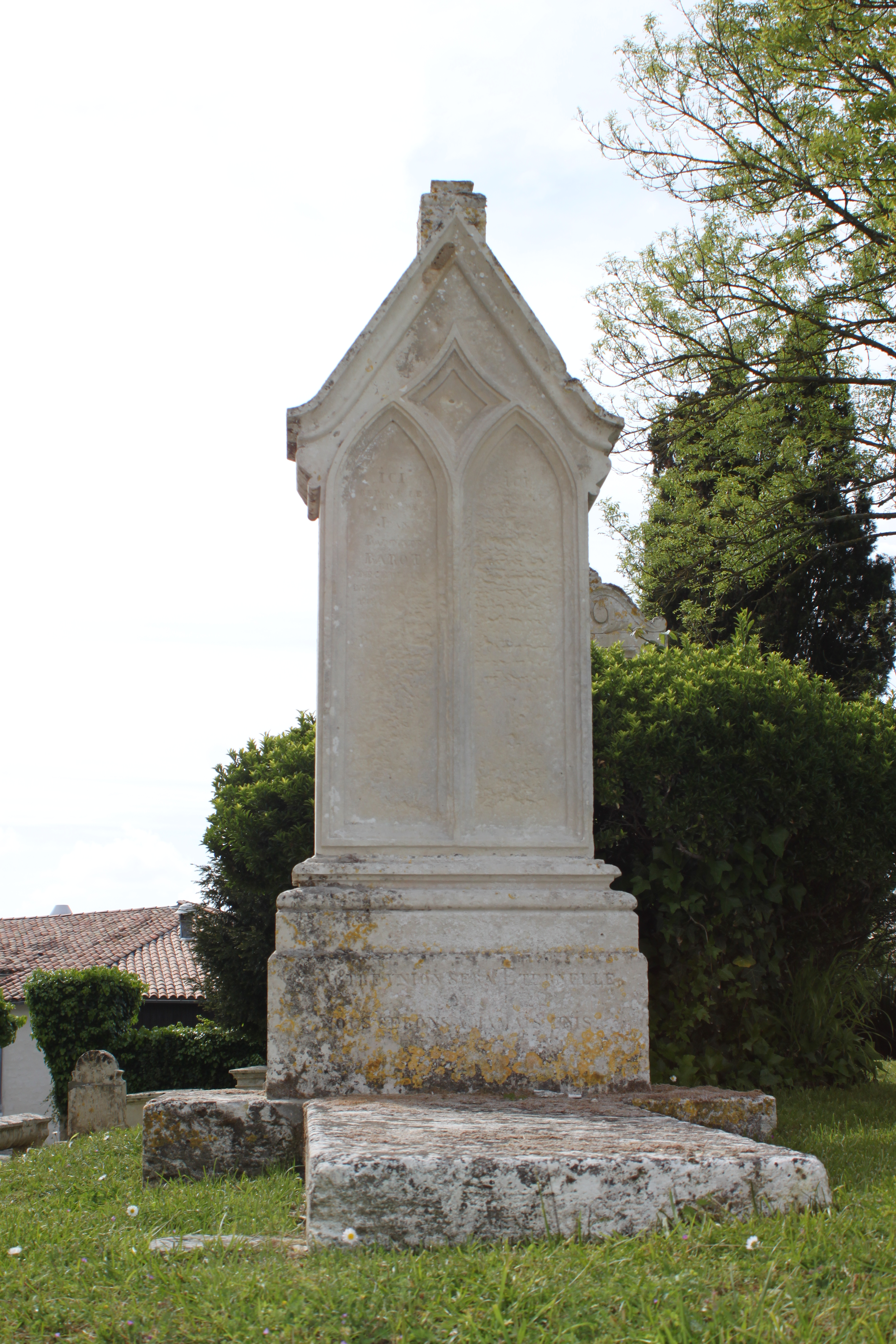
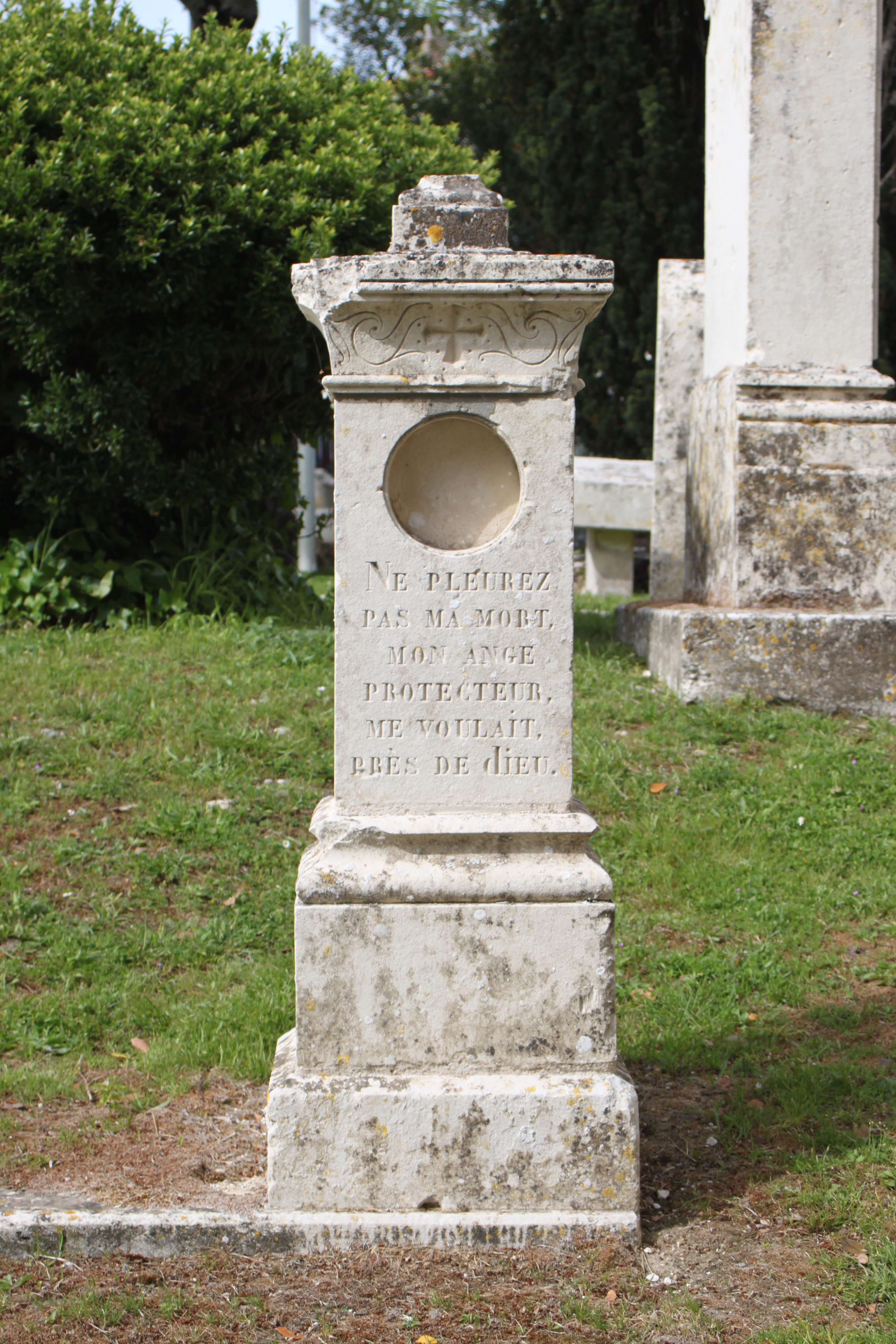
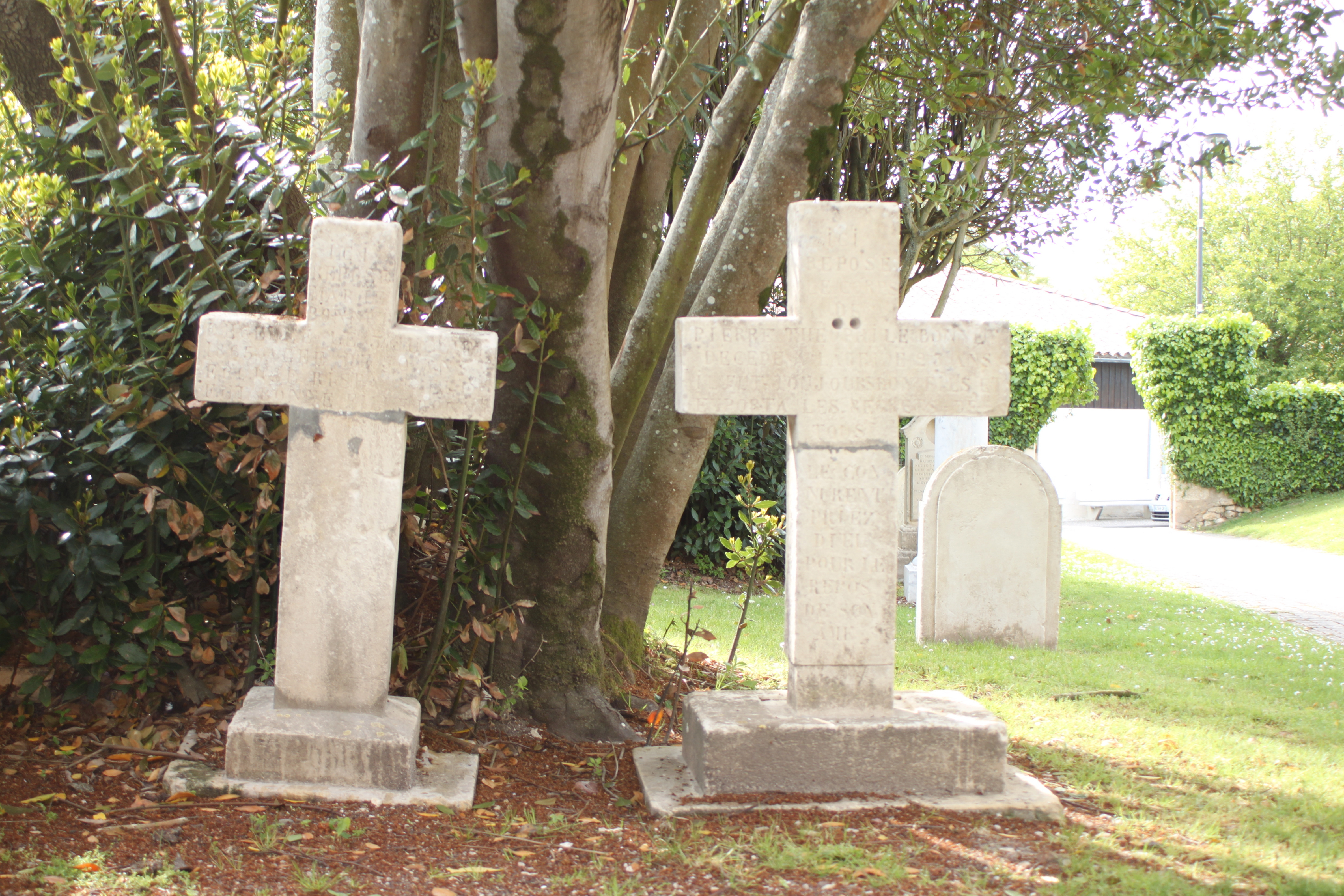

Vues extérieures
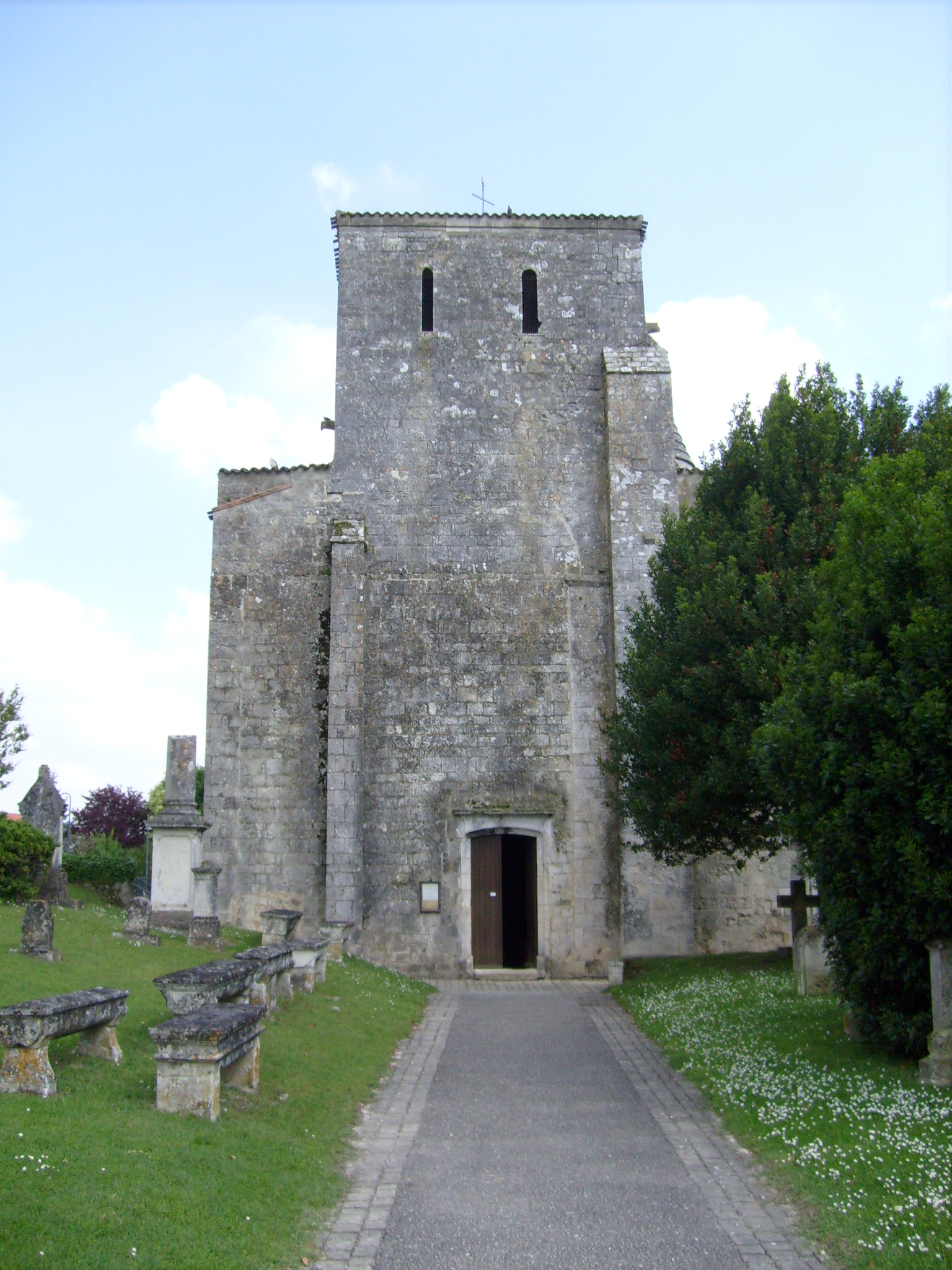
La façade, reconstruite après la destruction de la nef, est d'une grande austérité.
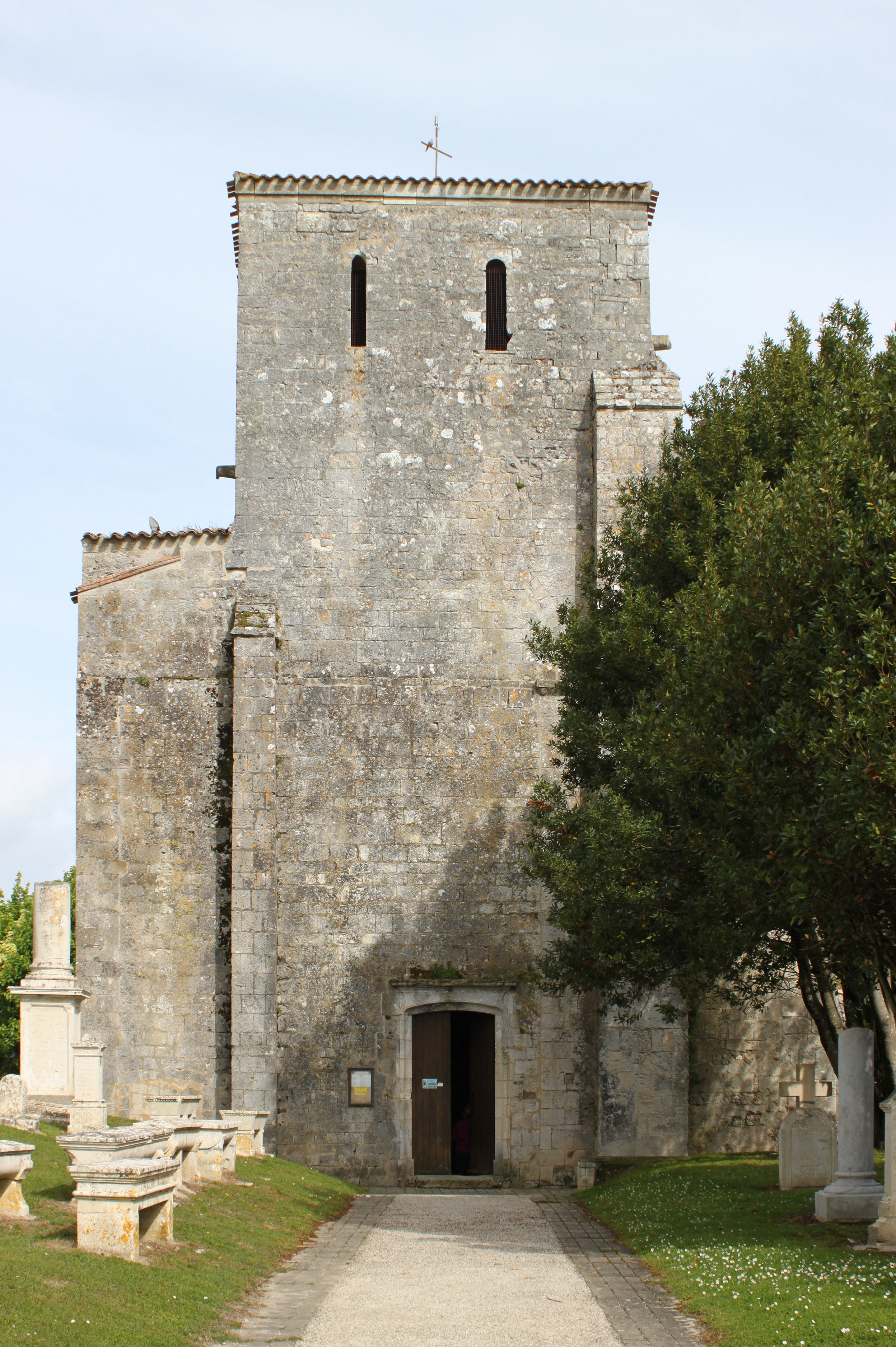
Vue de l'entrée du cimetière.

Vues intérieures
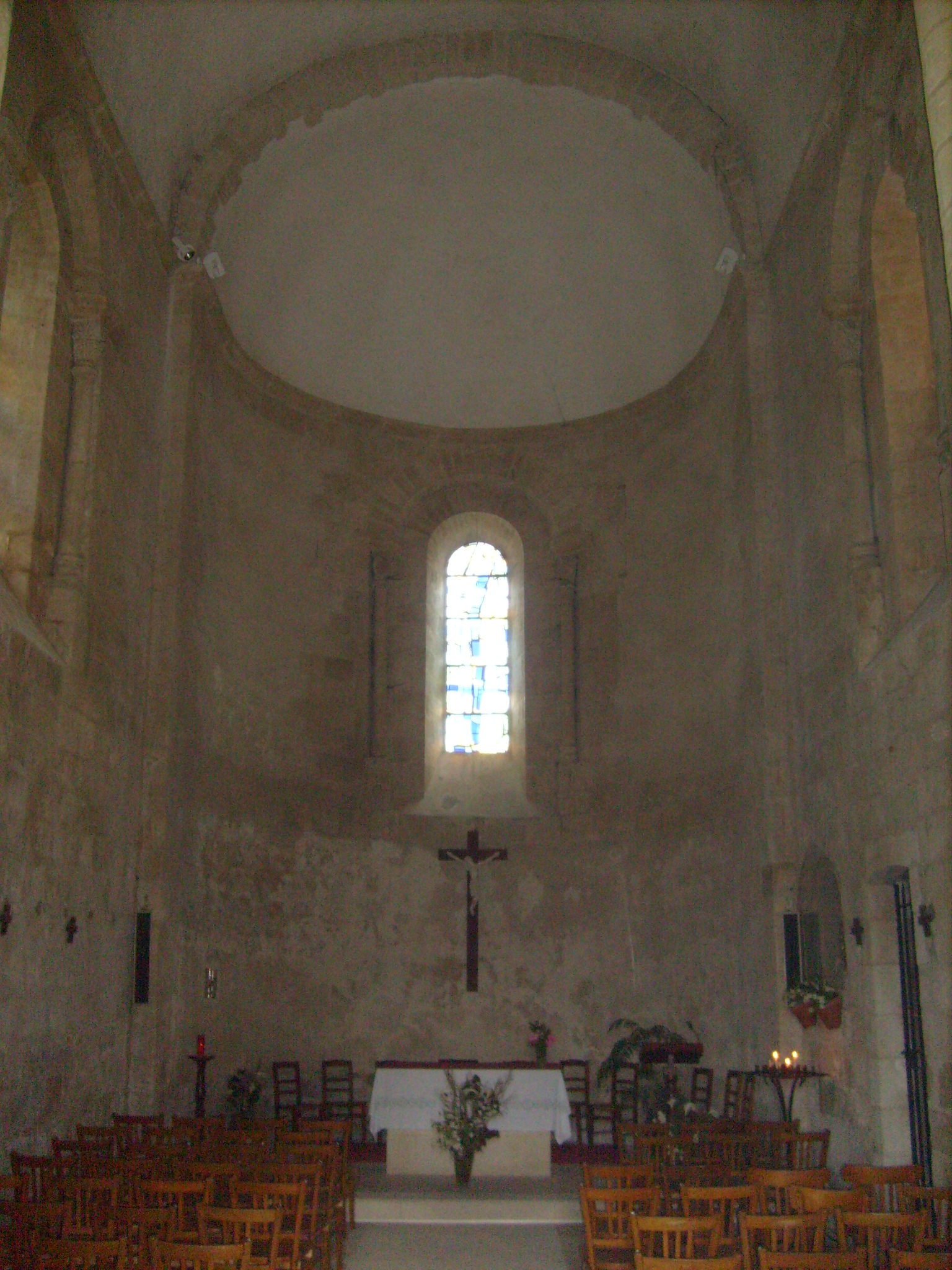
L'intérieur de l'église.
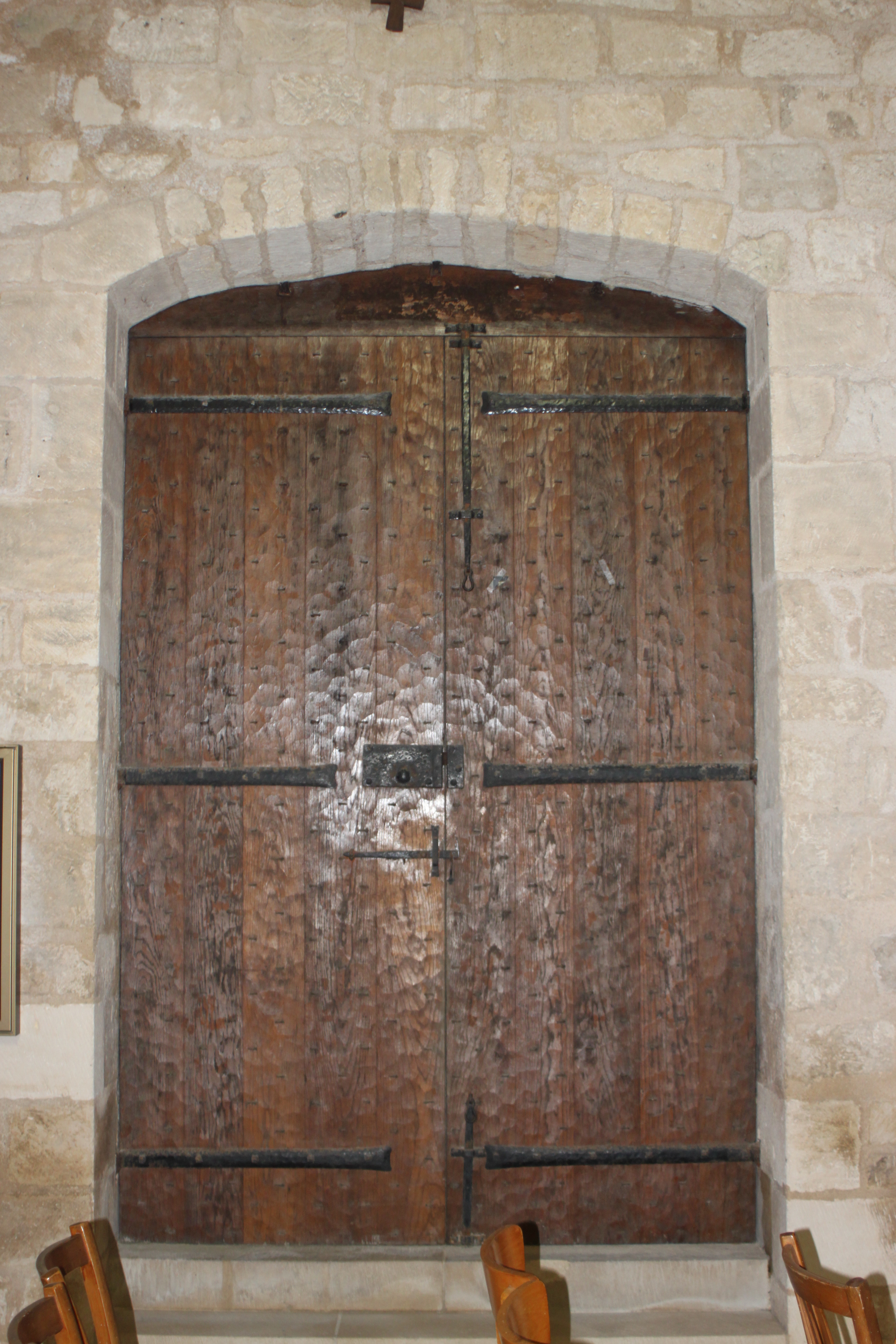
Portail nord, vu de l'intérieur.
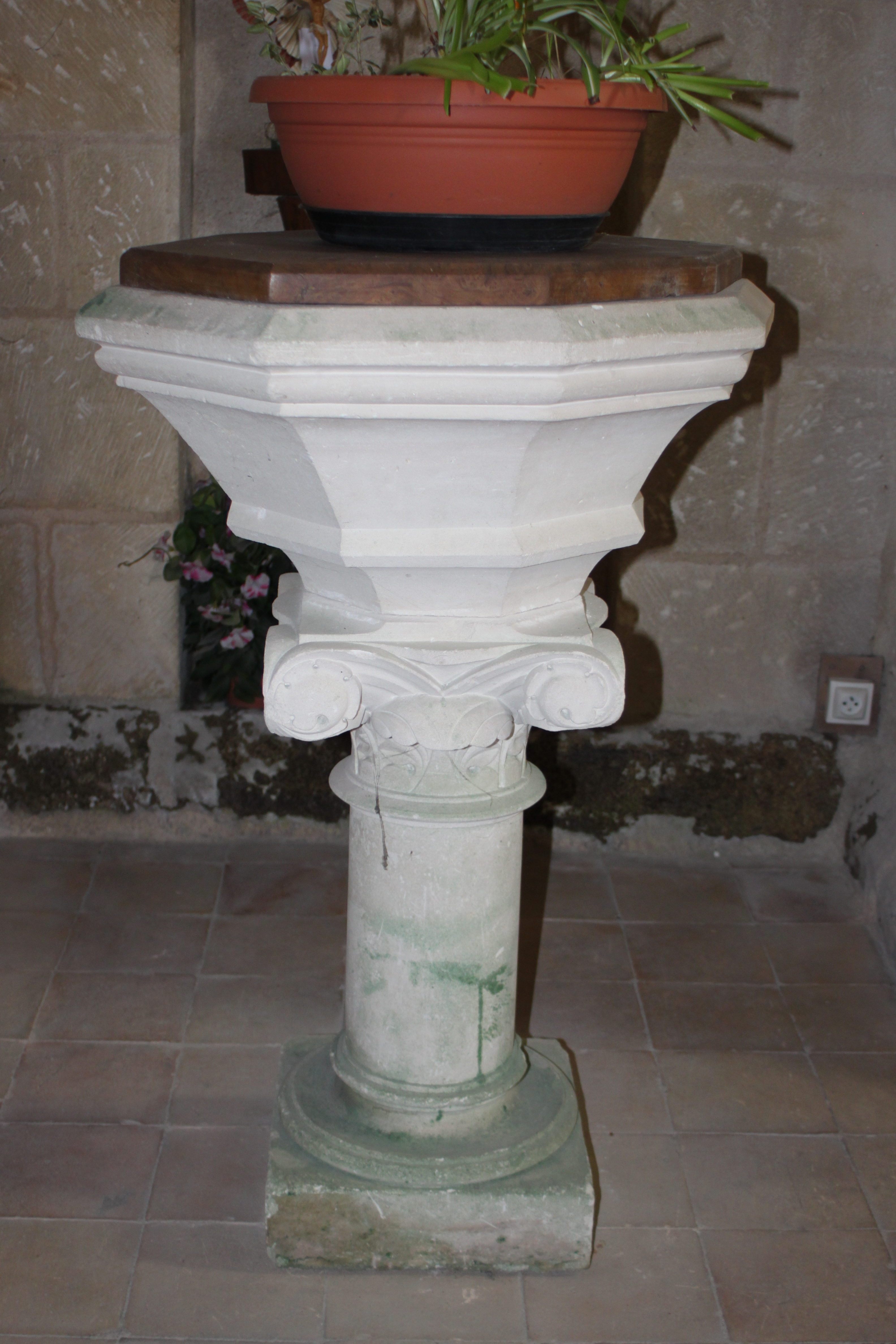
Baptistère.
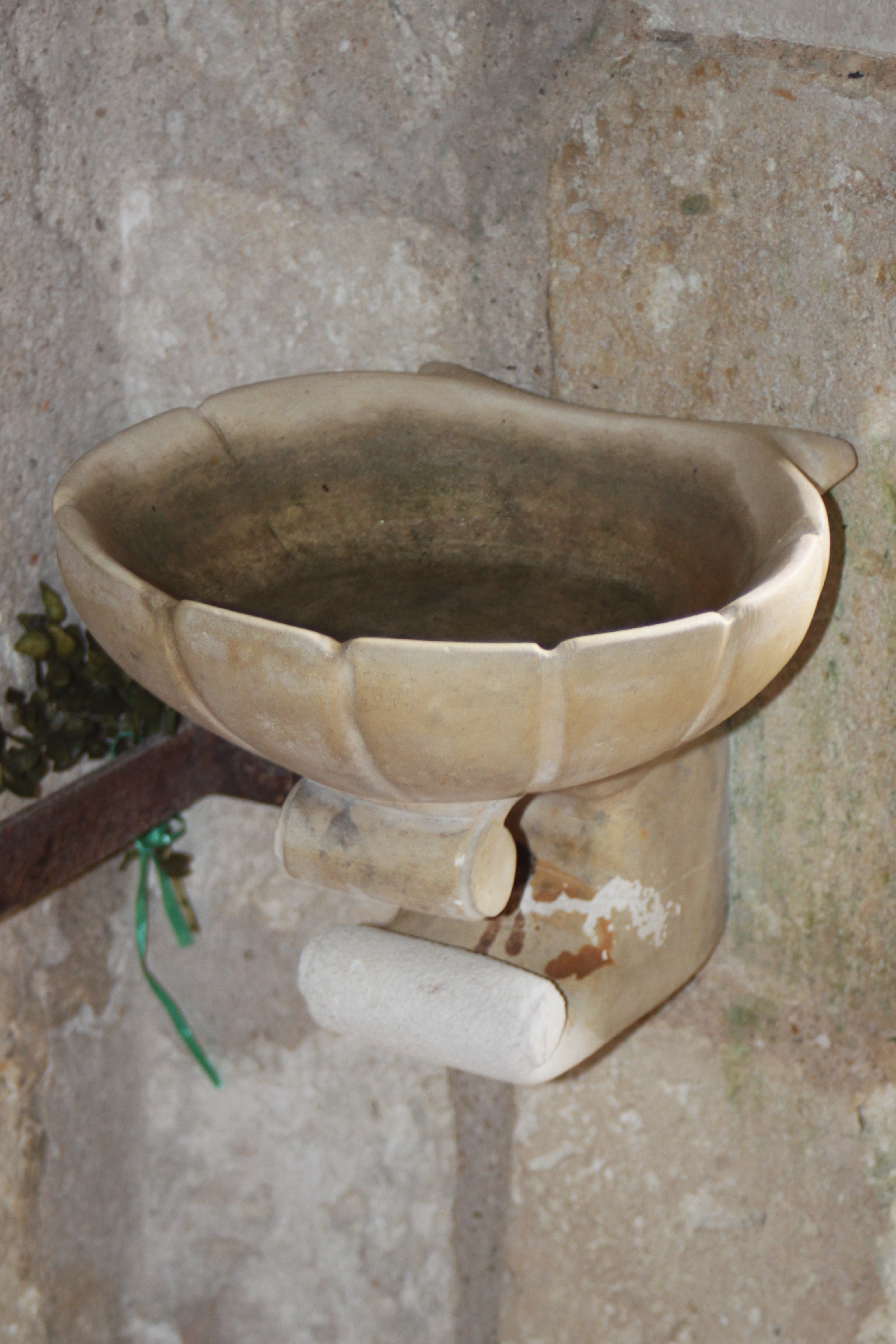
Bénitier.

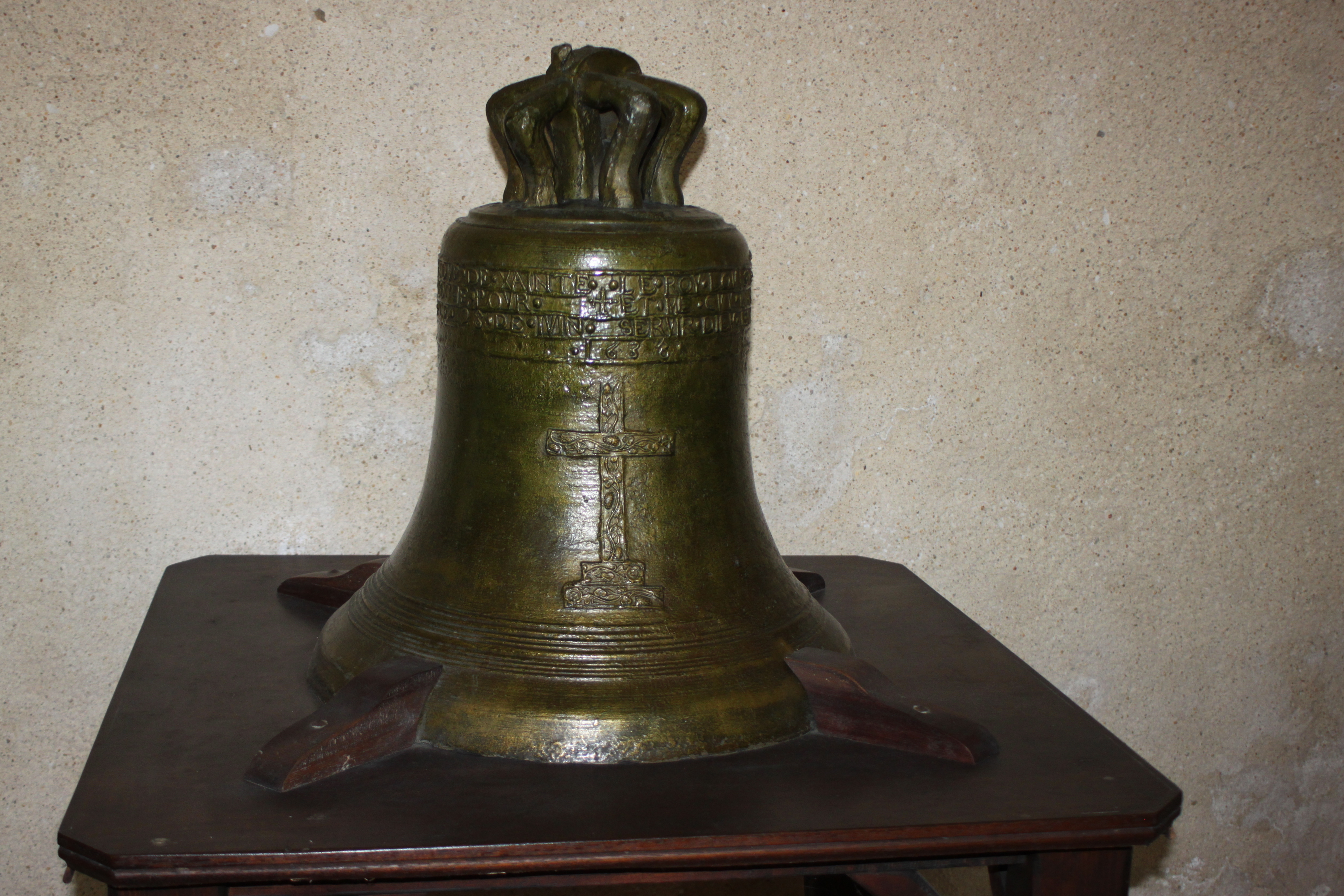
Ancienne cloche.
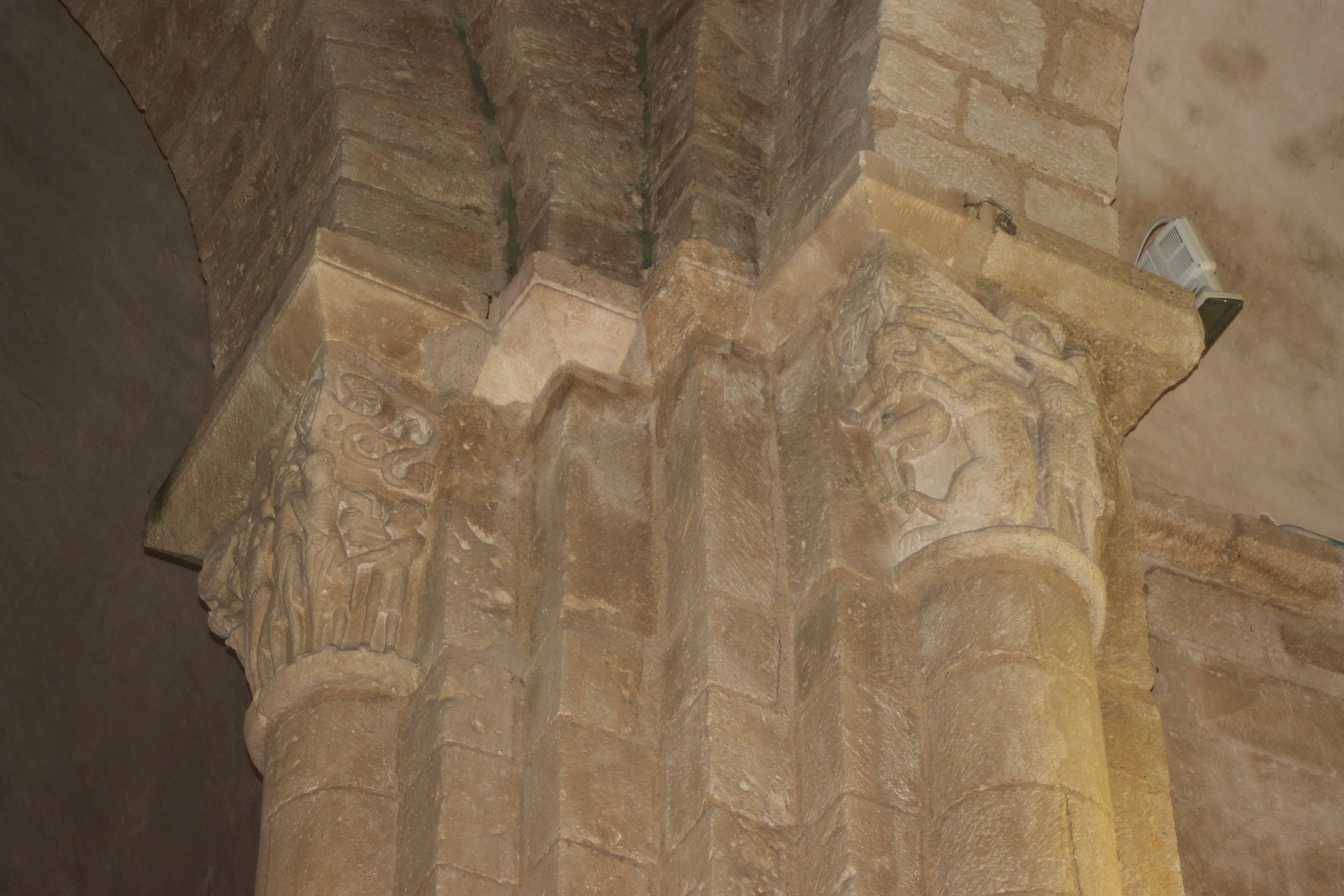
Chapiteau.
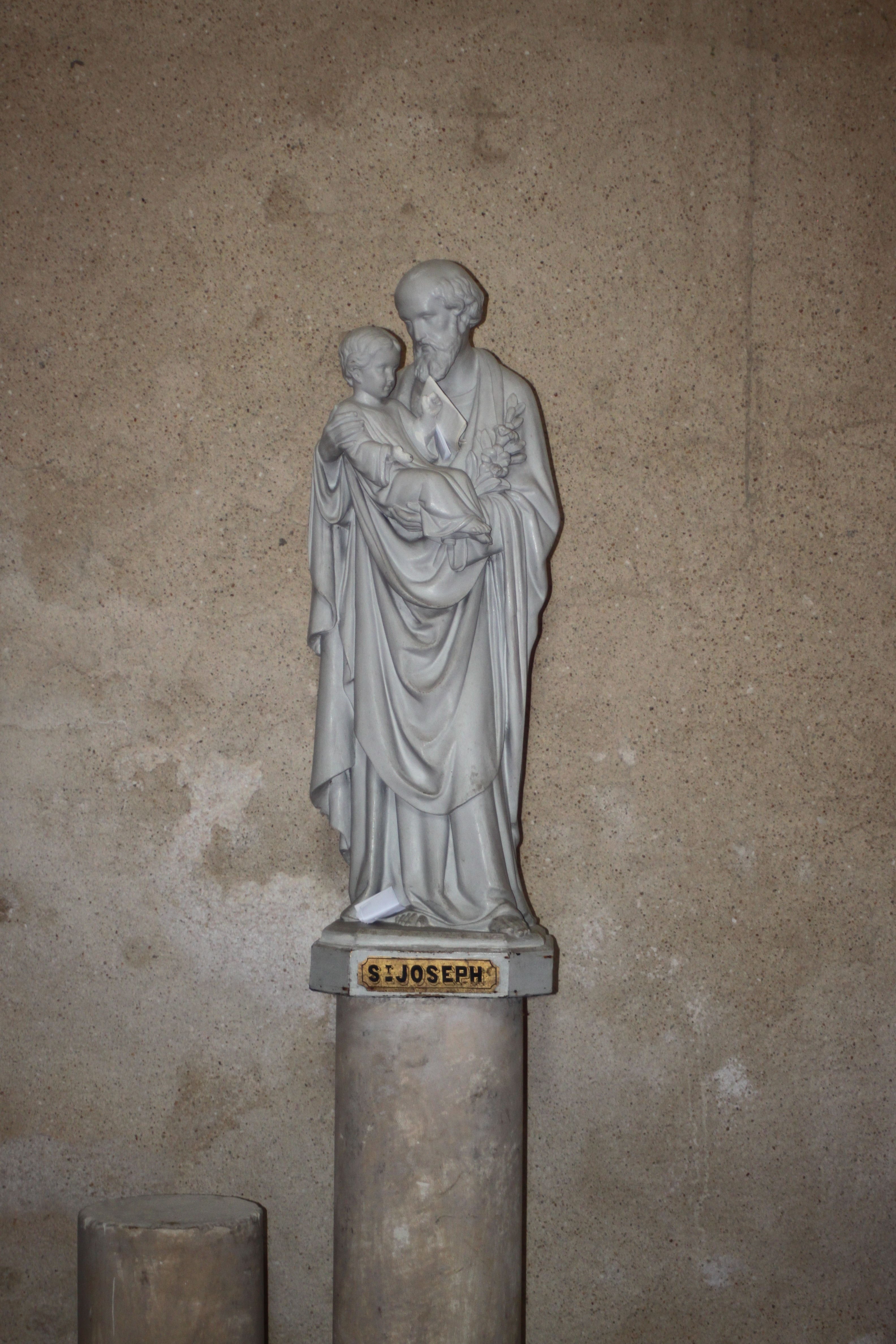
Saint Joseph.
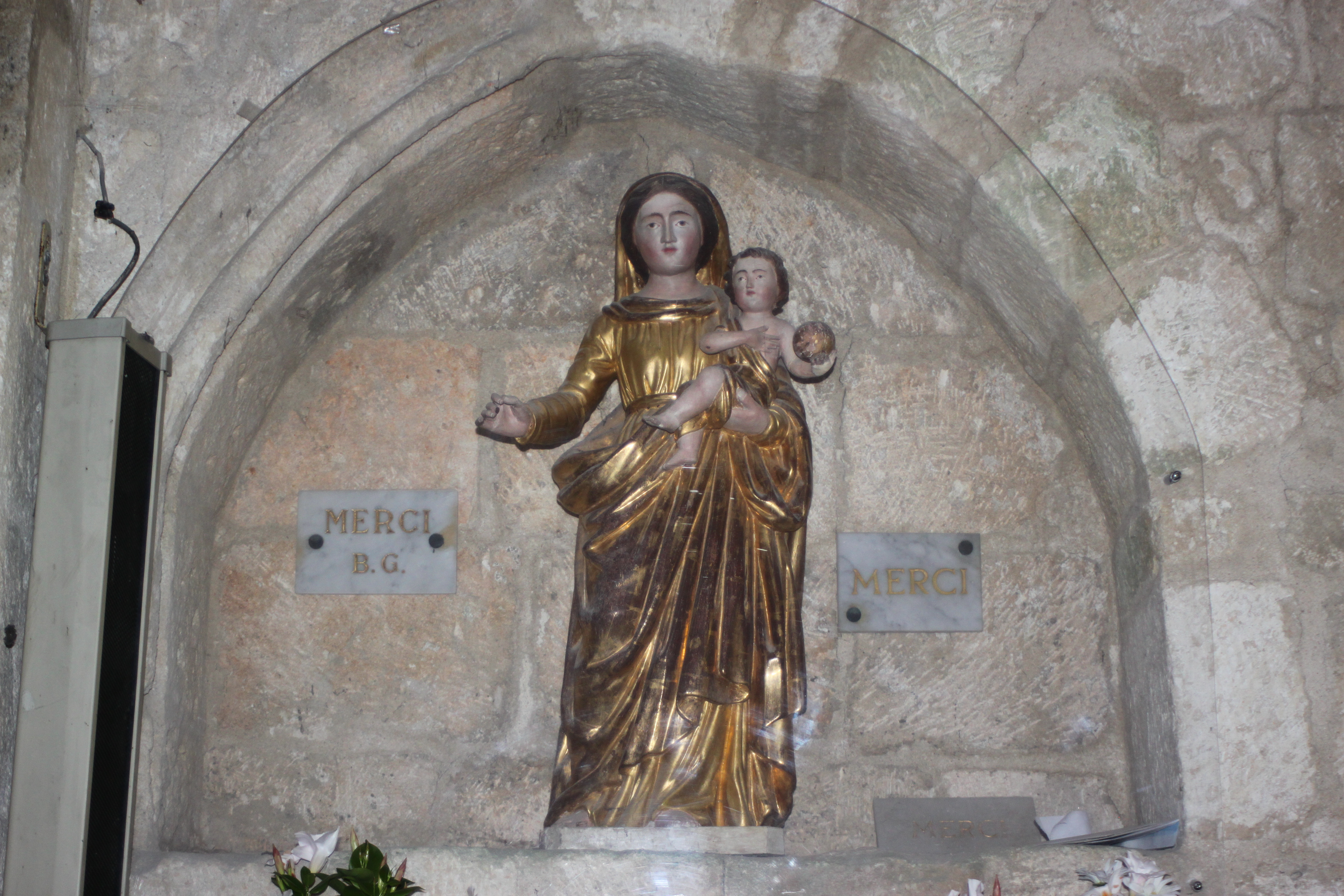
Notre-Dame.

- Le cimetière
- 1841

- 1872